# Yorosso
Yorosso är en kretshuvudort i Mali.   Den ligger i regionen Sikasso, i den södra delen av landet, 400 km öster om huvudstaden Bamako. Yorosso ligger 418 meter över havet och antalet invånare är 17 447.
Terrängen runt Yorosso är platt. Runt Yorosso är det ganska glesbefolkat, med 40 invånare per kvadratkilometer. Det finns inga andra samhällen i närheten. Omgivningarna runt Yorosso är en mosaik av jordbruksmark och naturlig växtlighet.